# Championnat des Fidji de football 2019
Navigation
Saison précédente Saison suivante
La saison 2019 du Championnat des Fidji de football est la quarante-troisième édition du championnat de première division aux Fidji. 
Le championnat regroupe huit équipes du pays au sein d'une poule unique, où ils s'affrontent deux fois au cours de la saison, à domicile et à l'extérieur. À la fin de la compétition, le dernier du classement est relégué et remplacé par le champion de deuxième division.
Le Lautoka FC est le tenant du titre.
Comme lors de l'édition précédente, le champion des Fidji et son dauphin sont automatiquement qualifiés pour la phase de groupe de la prochaine Ligue des champions.

## Les clubs participants
| - Ba FC - Lautoka FC - Nasinu - Promu de D2 - Rewa FC | - Labasa FC - Nadi FC - Tavua FC - Suva FC |

## Compétition

### Classement
Le barème utilisé pour établir le classement est le suivant :
- Victoire : 3 points
- Match nul : 1 point
- Défaite : 0 point

| Rang | Équipe      | Pts | J  | G  | N | P  | Bp | Bc | Diff |
| ---- | ----------- | --- | -- | -- | - | -- | -- | -- | ---- |
| 1    | Ba FC       | 36  | 14 | 11 | 3 | 0  | 29 | 5  | +24  |
| 2    | Lautoka FCT | 28  | 14 | 9  | 1 | 4  | 34 | 19 | +15  |
| 3    | Suva FC     | 23  | 14 | 7  | 2 | 5  | 22 | 17 | +5   |
| 4    | Labasa FC   | 22  | 14 | 6  | 4 | 4  | 18 | 19 | -1   |
| 5    | Nadi FC     | 15  | 14 | 5  | 0 | 9  | 25 | 27 | -2   |
| 6    | Nasinu FC P | 13  | 14 | 4  | 1 | 9  | 20 | 22 | -2   |
| 7    | Rewa FC     | 12  | 14 | 3  | 3 | 8  | 9  | 25 | -16  |
| 8    | Tavua FC    | 12  | 14 | 4  | 0 | 10 | 9  | 32 | -23  |

|  | Qualification pour la Ligue des champions de l'OFC 2020                                |
|  | Relégation en deuxième division                                                        |
|  | T : Tenant du titre C : Vainqueur de la Coupe des Fidji P : Promu de deuxième division |

## Bilan de la saison
| Championnat des Fidji de football 2019  |            |
| Champion                                | Ba FC      |
| Qualifications continentales            |            |
| Ligue des champions de l'OFC 2020       | Ba FC      |
| Ligue des champions de l'OFC 2020       | Lautoka FC |
| Promotions et relégations               |            |
| Promus en Fiji National Football League | Navua FC   |
| Relégués en Premier Division            | Tavua FC   |